# Georges Ba
Georges Ba (Abidjan, 21 gennaio 1979) è un ex calciatore ivoriano, di ruolo attaccante.